# Hemiscorpiidae
Los hemiscórpidos (Hemiscorpiidae) son una familia de escorpiones. Incluye 12 géneros y casi un centenar de especies.

## Descripción
La mayoría de las especies tienen el cuerpo muy plano y ancho, debido a su hábitat principal en grietas estrechas en las rocas. Algunas especies de larga vida se puede alcanzar una longitud de más de 20 cm.

## Distribución
Hemiscorpiidae se distribuyen a lo largo de los trópicos y subtrópicos del mundo. El centro de distribución  de la familia a parece ser África, donde se encuentran varios géneros, aunque también se le conoce en Australia, Oriente Medio y América del Sur.

## Interacción con los humanos
Muchas especies se consideran como mascotas. En esta familia se hallan los escorpiones menos venenosos a excepción del Hemiscorpius lepturusp que puede dar lugar a accidentes mortales.

## Clasificación
Según Prendini y Francke familia Hemiscorpiidae se divide en: 
- Liochelinae Fet & Bechly, 2001
  - Cheloctonus Pocock, 1892
  - Chiromachetes Pocock, 1899
  - Chiromachus Pocock, 1893
  - Hadogenes Kraepelin, 1894
  - Hormiops Fage, 1933
  - Iomachus Pocock, 1893
  - Liocheles Sundevall, 1833
  - Opisthacanthus Peters, 1861
  - Palaeocheloctonus Lourenço, 1996
  - Tibetiomachus Lourenço & Qi, 2006
- Heteroscorpioninae Kraepelin, 1905
  - Heteroscorpion Birula, 1903
- Hemiscorpiinae Pocock, 1893
  - Hemiscorpius Peters, 1861